# Institut Meertens

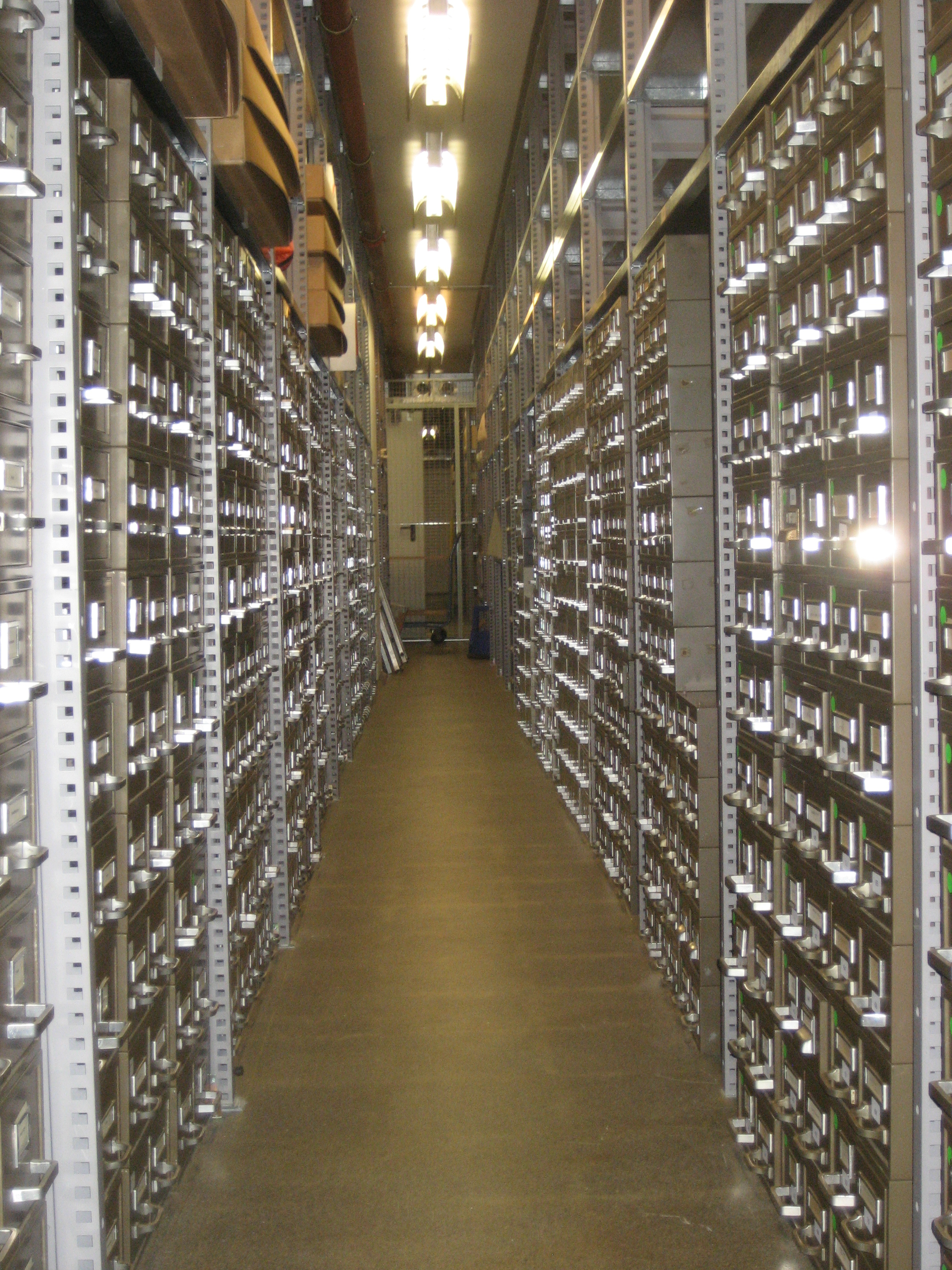
Biblioteca i arxiu

L'Institut Meertens (neerlandès: Meertens Instituut) d'Amsterdam és un institut de recerca de la diversitat de la cultura i la llengua neerlandesa formant part de la Reial Academia Neerlandesa d'Arts i Ciències (Koninklijke Nederlandse Akademie van Wetenschappen o KNAW).
Els seus dos departaments són etnologia neerlandesa, enfocada en cultures indígenes i exótiques als Països Baixos i la seva interacció; i Variació, enfocat en recerca estructural, dialectal i sociolingüística en la variació de la llengua als Països Baixos, amb èmfasi a la gramàtica i varietat onomàstica.

## Història
L'institut va començar el 1930 com a Oficina de Dialecte; l'Oficina de Folklore va ser afegida el 1940, i l'Oficina d'Onomàstica el 1948. Aquestes tres agències van venir sota el paraigua de la Comissió Central per la Recerca Social neerlandesa. El Secretari de les tres agències, P.J. Meertens, fou el primer director, retirat el 1965. L'institut es va rebatejar PJ Meertens Institut el 1979. L'any 1998 va ser rebatejat com Institut Meertens. Des de 2001, l'Institut també alberga el Secretariat de la Societat Internacional per Etnologia i Folklore.

## Directors
| Nom            | Anys              |
| -------------- | ----------------- |
| Piet Meertens  | 1948 - 1965       |
| Dick Blok      | 1965 - 1986       |
| Jaap van Marle | 1986 - 1997       |
| Hans Bennis    | 1998 - actualitat |